# Viorel Grimalschi
Viorel Grimalschi (n. 11 ianuarie 1947, Podoleni, Neamț, România) este un pictor, grafician și monumentalist român, Profesor universitar al Academiei de Arte Plastice București. Opera sa artistică include lucrări de pictură, grafică, restaurare bisericească, desen și icoane. Viorel Grimalschi este soțul pictoriței Ștefania Grimalschi

## Studii
- 1957-1959 Studii de artă cu profesorul Nicolae Milford, din Piatra Neamț
- Liceul de Muzică și Arte Plastice din Iași, profesori: Nicolae Popa, N. Cămărut, Ghiligor, I. Buzdugan, Leandru Popovici, N. Matius
- 1971 Absolvă Institutul de Arte „Nicolae Grigorescu”, București, Secția Picrură Monumentală, clasa Gheorghe Labin, Gheorghe Popescu, Radu Jora, Ion Grigore
- Între 1970-1990 participă la toate expozițiile de pictură: republicane și municipale din București
- Din 1975 este Membru al Uniunii Artiștilor Plastici

## Activitate didactică
- Profesor de Arte Plastice la Liceul de Arte din Buzău
- Din 1990 Profesor la Secția de Artă Murală din cadrul Universității de Arte București
- Între 1993-2009 Conferențiar universitar

## Expoziții personale
- 1974 Galeria “Orizont”, “Atelier 35”,
- 1990 “Simeza” – București,
- 2001 Primăria Sectorului 3, București,
- 2002 Centrul Cultural Mogoșoaia.

## Expoziții Tematice - selecție
- 1973„Clasicul ca atitudine”;1974 „Autoportretul”, Galeria “Orizont”;
- 1975„Lucrul imaginea, semnul”;„Ipostaze figurative”, “Galeria Noua;
- 1979 „Umorul în artă”, Salonul de Artă Bacău
- 1989„Centenar Eminescu” “Simeza”,
- 1993 „Artiști români pentru copiii refugiați”, Galeria Galla; 1994 „Portret unu”;1995 „Forma” Galeria Galla, Bucuresti,
- 1994 Diversitatea Formei (unu) ; 1995 Diversitatea Formei (doi) “Apollo”, București,;
- 1997 „Sacralitatea x 7 arte”; 1999 „Sacrul în artă” ,Galeria Parlamentului;
- 1999 „Timpul în artele spațiului; 2000 „Semnele anului 2000”; 2008-2009 Salonul de Arta București;
- 2003 „Ruga lemnului tăiat”, Galeria Hotel Merriot
- 2001 „Arta Sacră- Restaurare și creație”, Galeria “Apollo”.
- 2004 „Vizitându-l pe Velasquez”, Galeriile Artexpo, București;
- 2004; 2006; 2008 Bienala „Ion Andreescu”, Galeria U.A.P. Buzău
- 2004; 2005 Congresul Spiritualității Românești, Alba Iulia
- 2006 Expoziția premianților U.A.P. pe 2005, Galeria Artis
- 2008 „Anuala de Artă Religioasă și Restaurare”, Galeria Orizont
- 2009 „Secvențe de atelier”, Expoziție de grup, Galeria Căminul Artei
- 2009 „Respirații creștine”, Veroniki Art

## Expoziții peste hotare - selecție
- 1976 „Arta Românească” la Bremen și Atena
- 1977„Arta Românească” la Helsinki
- 1979 Festivalul Internațional de Pictură de la  Cagnes-sur-Mer, Franța
- 1986 „Arta Românească” la Londra și Glasgow, The Hall Galleries
- 1991 „Arta Românească” la Valencia
- 1993 „Bizanzio dopa Bizanzio”, Veneția
- 1994 „Zilele culturii românești”, Londra
- 2004 „Arta Românească contemporană”,Moscova, St. Petersburg, Novgorod, prin I.C.R. România și U.N.E.S.C.O.
- 2005 „Arta Românească religioasă”, Belgrad, prin I.C.R. România și U.N.E.S.C.O.
- 2006 „Arta Românească ”, Roma,- Academia di Romania
- 2007 „Arta și Spiritualitatea Românească ”, Rusia- Vladivostoc, Moscova, St. Petersburg,

## Călătorii de documentare
1977 U.R.S.S.; 1978 R.D. Germania; 1981 Spania, Austria, Franța, R.F. Germania.

## Tabere naționale de pictură
- 1982 Tescani; 1979 Deva; 1978 Zimnicea; 1997 Întorsura Buzaului; 2005,2006 Monteoru; 2006 Palatul Cotroceni, București

## Premii[2]
- 1979 Premiul „Le Mention speciale du jury” la Cagnes-sur-Mer, Franța
- 1981 Premiul pentru Pictură, Festivalul „Cântarea României”
- 1989 Premiul UAP pentru Artă Monumentală
- 1999 Premiul „Pământul și arta ” al Salonului de Artă, București
- 2000 Premiul UAP pentru “Restaurare”
- 2005 Premiul UAP pentru “Restaurare - pictura murala”.

## Opera
În aceste proiecte de ansambluri monumentale, solemne - mari icoane ațintind esențialul - important e nu ceea ce arată dintru început privirii - compuneri de corpuri hieratice; important e invizibilul, nespusul spre care sunt orientate privirile.
Tensiunea proiectuală a operei lui Viorel Grimalschi conferă imaginatelor blocuri de piatră, lingouri de bronz și pânze de apă dimensiunea, așteptării, a pregătirii pentru un eveniment crucial în ordinea secretă a Ființei: Încolțirea erectilă, trezirea omului din exilul interior, revenirea sa sieși, sub bolta cerului din suflet, ar putea prevesti o transmutație soterică sub semnul Candelei.
Să ne închipuim curcubeul: epifanie vestind, în liniștită splendoare, bucuria de a fi însorit: - culorile spectrului se nasc din roșul scânteii - agent de faptă bună/rea - și se odihnesc în purpura violetă a Sfârșitului dinaintea tuturor începuturilor. Cum să aduci extremele acestea în starea de contiguitate altminteri decât pe discul cromatic al fizicienilor-pictori? dar dacă Începutul și Sfârșitul, Trecutul și Viitorul se contopesc și sunt totuna, dacă ireconciliabilul s-ar anula în punct, cu nesfârșită resemnare - la locul bunei întâlniri dintre ceara albinelor și flacăra răbdător hrănită de această materie vie-moartă?
Privește dansul Flăcării - ce poți visa că afli? - răspuns iubitor la murmurele și framătele firii, ale sufletului... - diafan mesaj dinspre absoluturile de la extreme, arătând că singurul absolut, Absolutul punctual e însăși clipa (Sacrul și profanul să poată fi oare confundate?)...- semn viu al pulsului dinspre materia nepătrunsă, totuși transparentă....- cumplită axă verticală ce se răstoarnă față-n față...
Printr-o fereastră dansantă, prin Mandorlă zărești, parcă, o promisiune de verde: împăcarea, în timp ce dinspre  sorgintea luminii urcătoare primești adierea unei priviri distante apropiate totuși: iris albastru, iar la capăt de bumbac în chinuri- în șoapta lină dinspre geana/gena de stânjenel violet - presimți grija, mila iubirii fără de început și sfârșit.
„Nașterea mai- nainte de toți vecii”
„Privirea ca rugăciune”
Cei vrednici, care au marcat cu exemplaritate cursul lumii, privesc în/din puncte de vedere diferite, tot așa cum și urmele faptelor-paradigmă sunt diferite. Unul singur, El însuși ațintește Zenitul pe sub pleoapele închise, învelit de liniștea unei ape fără valuri.
Singurele care văd sunt privirile oblice
-Maria îl ocrotește în timpuri, de aproape, pe Fiul Omului...
-Eminescu e ațintit , peste Timp, de un astru floral, purpuriu- violet.  Theodor Redlow

## Aprecieri
- (...) Expoziția de la galeria Foișor ne dezvăluie o altă față a creativității sale. Acum discursul său se construiește în jurul valorilor picturale. Natura este personajul principal, o natură bogată, misterioasă, încărcată de vitalitate, o natură aflată sub semnul Dumnezeirii.

Grădinile lui Viorel Grimalschi par a fi grădinile Edenului, frumoase și misterioase, unde întâlnim un singur anotimp, cel al împlinirii,al maximei vitalități.
Tema grădinilor nu este singulară în pictura românească, iar atractivitatea pentru ea capătă de cele mai multe ori o dimensiune metafizică. Grădinile lui  Viorel Grimalschi  ne amintesc de curțile mănăstirești, au ceva din curățenia aproape nepământeană a acestei lumi. O dimensiune universală pare să le domine, iar măiestria pictorului recuperează pentru noi starea, împlinirea, bucuria cu care ne îndeamnă să rămânem aproape de ceea ce a înfăptuit Dumnezeu. Maria Magdalena Crișan
- (...) Dacă cineva și-ar propune o terapie prin culoare, așa cum este terapia prin muzică, unul dintre primele mele îndemnuri ar fi: privește o fereastră de-a lui Grimalschi.

Privește lumea lui mustind de culoare și lumină, și de suavele parfumuri, privește aceste colțuri de grădini aceste curți familiare și bucură-te, bucură-te de ce vezi, bucură-te că poți vedea, pricepe că vezi însăși bucuria privirii.
O pictură ca un aer, al cărei suprem rafinament și stil este acela de a învinge prin fericita privire orice prezumție stilistică.O pictură plină de viață, ca însăși privirea: vie, inteligentă, cuprinzătoare.
Cred în această pictură, în geniul ei luminos, așa cum cred în marile pagini mozartiene, sau schubertiene. În fața acestor fericite priveliști sufletul meu spune: din această grădină n-aș mai pleca...  Doina Mândru
- Viorel Grimalschi îmi apare drept un gânditor „silit” să se exprime, prin fatalitatea vocației, în limbajul picturii- o pictură vizionară, imaginând cu concretețea sculpturii definiții simbolice ale omului etern și forțelor mistice cărora se supune.S-ar spune că el este oficiantul unei religii noi și în același timp străvechi, îmbinând dincolo de timp și spațiu, în căutarea esenței sacrului, identitățile moștenite de la egipteni până la creștinism. Coerența discursului vizual ne poartă cu gândul la sistem.

În senina detașare a privirii și înțelegerii lui se insinuează teribila singurătate a omului, închis în propriul înveliș vremelnic și în propria lui idee despre instanța care creează și distruge, face și desface, adâncind într-un mereu care seamănă atât de mult cu veșnicia, misterul ființei și al destinului ei în lume.
Pictura lui Viorel Grimalschi, austeră până la asceză, uneori nu antrenează, ca sugestie, sensul unei active și istorice finalități umane, ci măreția înfricoșătoare a petrecerii condiției umane într-un timp vast, fără început și sfârșit , indiferent la înălțări și coborâri, la învieri și treceri în neant. Privirea care naște imaginea picturii invocă privirea Sfinxului, îmbătată de propria lui nemișcare și tăcere, dominând timpul prin atâta efemeră moarte, așteptând ca el să se reverse ca o apă a vieții, egal și pur, dintr-un viitor căruia nu-i putem nici măcar întrezări hotarele.   Cornel Radu Constantinescu, 22 iunie 1990 Revista „Contemporanul”

## Lucrări de Viorel Grimalschi - Selecție
- „Maica cu Pruncul” , acuarelă pe hârtie - http://www.veronikiart.ro/item.php?lang=0&id=750%5Bnefuncțională%5D
- Spatiu de Buna Vestire”, u/p - http://www.veronikiart.ro/item.php?lang=0&id=745%5Bnefuncțională%5D
- „Maica Protectoare”, u/p - http://www.veronikiart.ro/item.php?lang=0&id=746%5Bnefuncțională%5D
- Triptic, u/lemn -http://www.veronikiart.ro/item.php?lang=0&id=748
- „Maica Protectoare”, u/p - http://www.veronikiart.ro/item.php?lang=0&id=747%5Bnefuncțională%5D
- „Iisus Pantocrator”, acuarelă/hârtie http://www.veronikiart.ro/item.php?lang=0&id=749%5Bnefuncțională%5D